# 30 Близнецов
30 Близнецов (лат. 30 Geminorum, HD 48433) — предположительно двойная звезда в созвездии Близнецов на расстоянии приблизительно 300 световых лет (около 92 парсеков) от Солнца. Видимая звёздная величина звезды — +4,49m. Возраст звезды оценивается как около 1,2 млрд лет.

## Характеристики
Первый компонент — оранжевый гигант спектрального класса K1III или K0+IIICa1. Масса — около 2,29 солнечных, радиус — около 22,4 солнечных, светимость — около 188,9 солнечных. Эффективная температура — около 4518 К.
Второй компонент удалён на 21,2 угловых секунды.